# Eunesaulax nigriventris
Eunesaulax nigriventris är en stekelart som beskrevs av Vladimir Ivanovich Tobias 1990. Eunesaulax nigriventris ingår i släktet Eunesaulax och familjen bracksteklar. Inga underarter finns listade i Catalogue of Life.